# Glissement de terrain du 30 décembre 2020 à Gjerdrum
Le glissement de terrain de Gjerdrum est un glissement de terrain qui s'est produit à Ask, dans la commune de Gjerdrum, comté de Viken, en Norvège, au cours de la nuit du 30 décembre 2020 vers 4 h du matin.

## Glissement et évacuation
Le glissement de terrain a eu lieu dans un lotissement où au moins 9 bâtiments et 30 logements ont été emportés par l'effondrement,,. Le glissement de terrain est allé à l'ouest de la route 120, près de la maison de retraite de Gjerdrum. Le glissement s'étale sur une superficie d'environ 300 m sur 700 mètres.
Environ 700 personnes sont évacuées au cours de la matinée du 30 décembre,. La maison de retraite, où il y avait des cas de covid-19, est évacuée tôt dans la journée. Le 30 décembre au soir, un total de 1 000 personnes était évacuées. Le soir du réveillon, quatorze maisons avec 46 habitants étaient évacuées dans une zone située au nord du glissement de terrain en raison de fissures dans le sol.
À la suite d'enquêtes et d'analyses de l'Institut géotechnique norvégien (NGI) et le département norvégien des ressources en eau et en énergie (NVE) ont autorisé le retour d'une partie des personnes évacuées (entre 200 et 300 foyers).

## Mobilisation des ressources et recherches
Les forces armées assistées des équipes de la Force de réaction Derby — aidés d'un hélicoptère Bell 412 et un avion P-3 Orion, en plus d'un AW101 et d'un Sea King — ont participé aux secours ainsi que près de 30 chiens de secours. Des secours en provenance de Göteborg  ont contribué avec des spécialistes aux recherches et aux soins à apporter aux blessés. Des caméras thermiques ainsi que des drones ont été utilisées lors des recherches.
12 heures après le glissement de terrain, la police explique qu'il y a toujours 21 personnes portées disparues,, mais le nombre est plus tard révisé à la baisse jusqu'à 10 avant minuit.
Le mardi 5 janvier un nouveau glissement de terrain a lieu à 11h42. Bien qu'il n'ait pas fait de blessés, il met un terme à tout espoir de retrouver des survivants. Les recherches dans ce but sont abandonnées et il ne s'agit dès lors plus que de tenter de retrouver les corps des trois personnes encore disparues.
De nouveaux éboulements se produisent le 26 février 2021, emportant davantage de bâtiments avec eux.
Le 22 mars 2021 au matin, le dernier corps disparu est retrouvée; deux corps ayant été retrouvés au cours du mois de février, mettant ainsi un terme aux recherches.

## Victimes
Le vendredi 1er janvier 2021, à 14 h 30, une première personne a été retrouvée morte. Le soir même, une liste de dix personnes disparues a été publiée.
Le 2 janvier une nouvelle victime est trouvée dans les décombres puis une troisième en fin d'après-midiet une autre en soirée tandis que le premier corps est identifié et qu'il reste toujours 6 personnes disparues.
Dans la nuit du 2 au 3 janvier, les recherches continuent à l'aide de chiens et de drones et un cinquième corps est trouvé vers 6 heures puis un sixième en début d'après-midi et un septième en fin d'après-midi. Deux nouvelles victimes sont retrouvées le 9 février 2021, on compte alors 9 morts et 1 disparu.

## Causes
Gjerdrum est une zone avec un risque élevé de glissement de terrain en raison de formations argileuses glaciomarines. La Direction norvégienne des ressources en eau et de l'énergie est arrivée sur le site le même jour avec une plate-forme de forage pour sonder le sol.
L'hypothèse a été formulée que le glissement était consécutif à un séisme; d'autant plus que des habitants ont dit ressentir deux petites secousses le 28 décembre à 10h et 13h. Mais les recherches menées par le NORSAR montrent que ce n'est pas le cas. Au cours des cinq dernières années, le NORSAR n'a enregistré aucun tremblement de terre dans la région avec une magnitude supérieure à 2.5. Ici, même le glissement de terrain n'a pas été enregistré par le NORSAR.
Le 5 janvier, une enquête a été ouverte afin de comprendre les raisons du glissement de terrain mais surtout de voir si toutes les précautions avaient été prises en fonction des connaissances. L'enquête devrait permettre de savoir si des erreurs ont été commises dans le développement d'Ask.

## Réactions
La Première ministre Erna Solberg et la ministre de la Justice et de la Gestion des urgences Monica Mæland rejoignent les lieux le jour-même.
Lors de ses traditionnels vœux, le roi Harald V s'est dit « profondément touché par le glissement de terrain de Gerdrum ». Le 3 janvier, le roi s'est rendu avec la reine Sonja et le prince héritier Håkon à Gjerdrum.
Le ministre danois de la Défense a proposé d'envoyer de l'aide à Gjerdrum. Les autorités norvégiennes ont remercié le Danemark mais choisi de refuser l'offre, car aucune assistance supplémentaire n'était nécessaire.
Le roi suédois Charles XVI Gustave a envoyé un télégramme au roi Harald V et a exprimé sa plus profonde sympathie.
La Première ministre finlandaise, Sanna Marin, a exprimé ses condoléances aux personnes concernées sur Twitter. La ministre de l'Intérieur, Maria Ohisalo, a déclaré qu'elle suivait la situation de près et qu'elle apporterait sa contribution en cas de demande d'assistance des autorités norvégiennes.

## Dégâts et reconstruction
Au 4 janvier, en outre des maisons détruites, plusieurs maisons ne sont plus habitables en raison de la fragilité du terrain. L'eau du robinet n'est pas potable et l'apprivosionnement est interrompu à de nombreux endroits. Le système d'eaux usées est aussi coupé. Elles s'écoulent alors sur les terrains et dans les cours d'eau. Le jardin d'enfants, proche du glissement, ne pourra pas être utilisé d'ici longtemps, voire jamais. Les résidents de la maison de retraite sont hébergés dans les établissements des communes voisines.